# Stazione di Milano Bullona
La stazione di Milano Nord Bullona era una fermata ferroviaria di Milano, posta sulla tratta urbana (Cadorna-Bovisa) delle linee per Asso e per Saronno.

## Storia

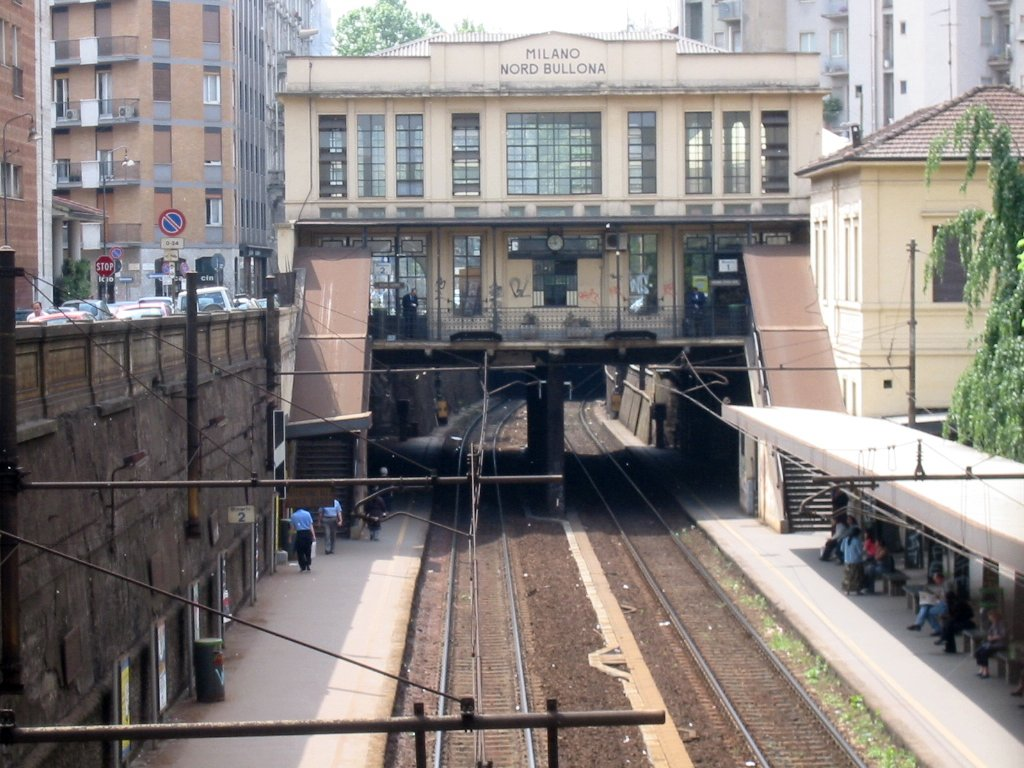
La stazione nel 2002

Con il Regio decreto numero 1577 del 22 agosto 1925 fu approvata la convenzione tra le Ferrovie Nord Milano (FNM) e lo Stato con la quale fu autorizzata l'elettrificazione di parte delle linee sociali; la stessa impegnava le FNM a realizzare una fermata per servire corso Sempione e la Fiera di Milano.
La fermata, che prendeva il nome da una cascina posta nelle vicinanze, venne attivata nel 1929 in concomitanza con la ricostruzione in trincea della linea ferroviaria.
Venne dismessa il 18 maggio 2003 e sostituita dalla stazione di Milano Domodossola, già inaugurata il 15 maggio, posta alcune centinaia di metri più a sud.

## Strutture e impianti
La fermata constava di due binari centrali serviti da banchine esterne, poste ad un livello ribassato rispetto all'adiacente piano stradale, raggiungibili tramite scale dal fabbricato viaggiatori.
I lavori di raddoppiamento della linea (per passare da 2 binari a 4 binari), iniziati dopo la chiusura dell'impianto, hanno comportato la demolizione delle banchine e delle scale d'accesso al sedime ferroviario, mentre il fabbricato viaggiatori è stato preservato ed adibito ad altri usi.